# 조 비터렐리
조 비터렐리(Joe Viterelli, 1937년 3월 10일 ~ 2004년 2월 28일)는 미국의 배우이다.

## 출연 작품

### 영화
- 숀펜의 헬스 키친 (1990)
- 자유시대 (1991)
- 야망의 함정 (1993)
- 브로드웨이를 쏴라 (1994)
- 크로싱 가드 (1995)
- 헤븐스 프리즈너 (1996)
- 이레이저 (1996)
- 애널라이즈 디스 (1999)
- 애널라이즈 댓 (2002)
- 못말리는 이혼녀 (2002)